# جيانيس غاليتسيوس
جيانيس غاليتسيوس (باليونانية: Γιάννης Γκαλίτσιος)‏ هو لاعب كرة قدم يوناني في مركز قلب الدفاع، ولد في 15 مايو 1958 في لاريسا في اليونان. شارك مع منتخب اليونان لكرة القدم. أما مع النوادي، فقد لعب مع نادي لاريسا.

## وصلات خارجية
- جيانيس غاليتسيوس على موقع قاعدة بيانات كرة القدم.إي يو (الإنجليزية)
- جيانيس غاليتسيوس على موقع ناشيونال فوتبول تيمز (الإنجليزية)
- جيانيس غاليتسيوس على موقع عالم كرة القدم.نت (الإنجليزية)